# Кам'янська сільська територіальна громада (Чернівецька область)
Кам'янська сільська громада — територіальна громада в Україні, у Чернівецькому районі Чернівецької області. Адміністративний центр — село Кам'яна.
Площа громади — 122,6 км², населення — 11 102 мешканці (2020).

## Населені пункти
У складі громади 7 сіл:
- Глибочок
- Дубове
- Заволока
- Кам'яна
- Михальча
- Спаська
- Старі Бросківці